# 라이스 히베이루

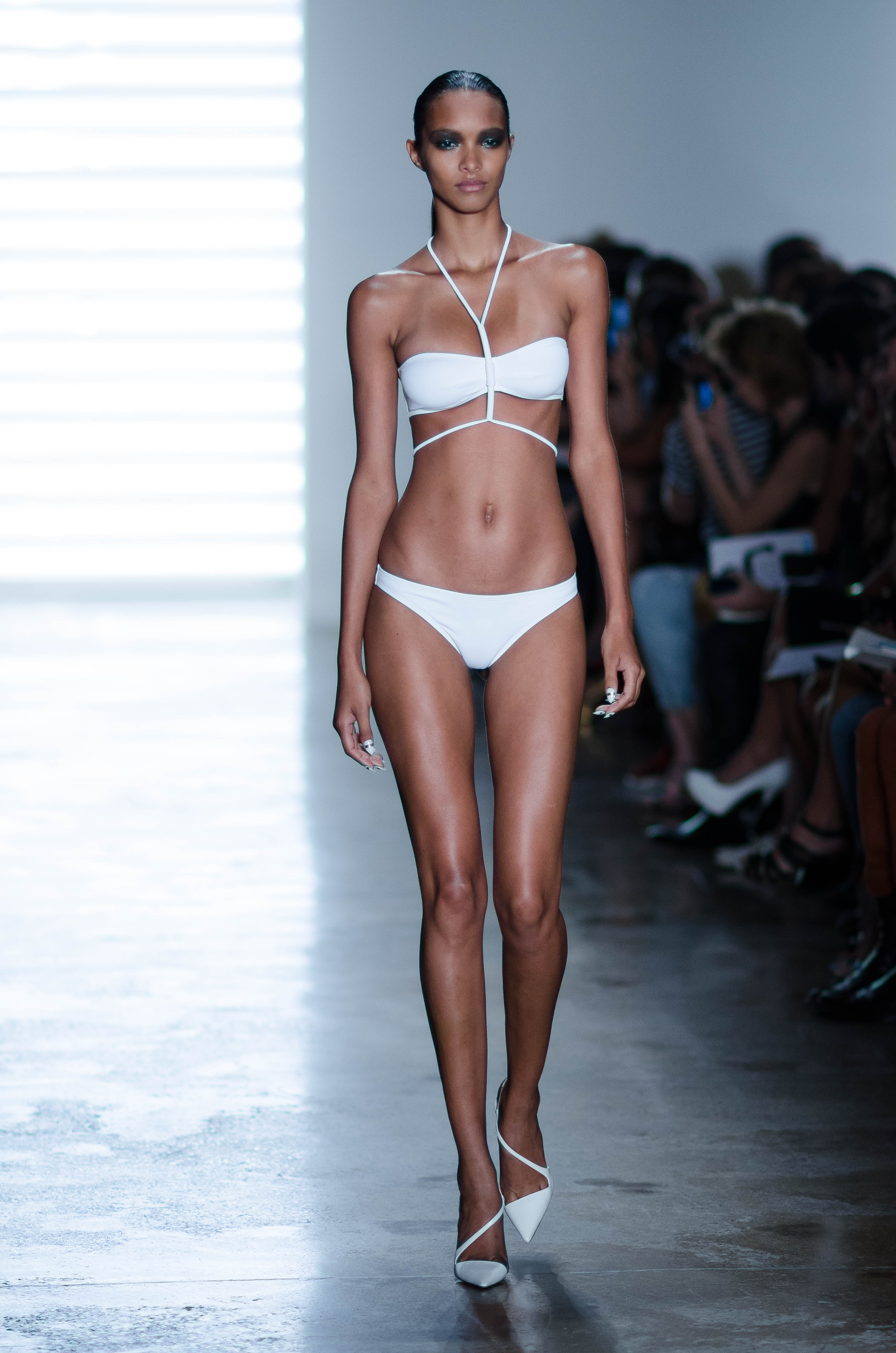

라이스 히베이루(Lais Ribeiro, 1990년 10월 5일 ~ )는 브라질의 모델이다. 란제리 브랜드 빅토리아 시크릿의 전속 모델인 앤젤로 잘 알려져 있다.